# 潘天寿
潘天寿（1897年3月14日—1971年9月5日），乳名权，原名天谨，學名天授，字大颐，早年号寿者、阿寿，晚号雷婆头峰寿者、颐者，浙江省宁海县人，中国现代画家、美术教育家。潘天寿精于写意花鸟和山水，偶作人物，兼工书法、诗词、篆刻等。與林風眠、方幹民等是國立西湖藝術學院（即今中國美術學院）的主要教師。

## 生平

### 中华民国时期

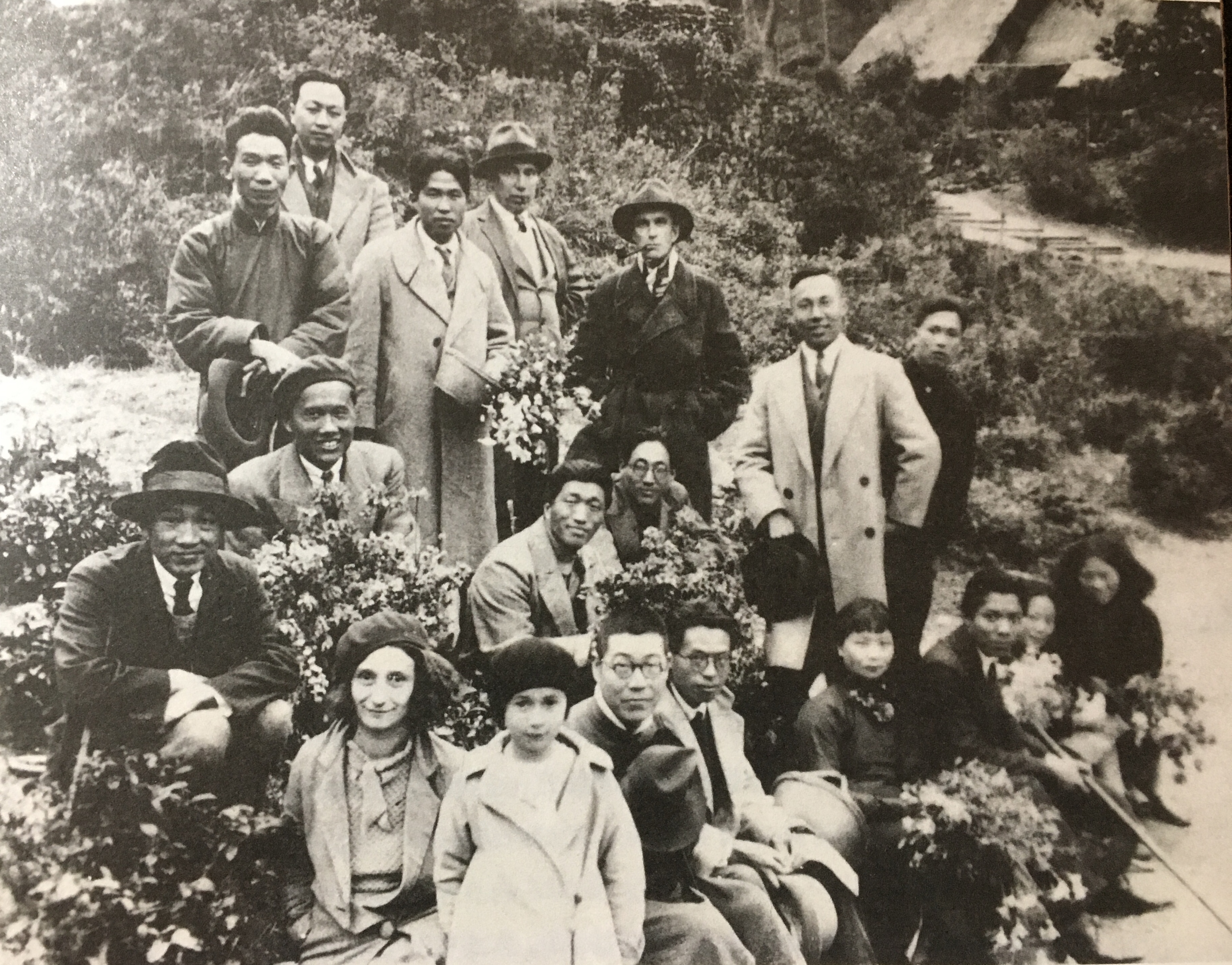
杭州藝專教師郊游合影 吳大羽（前排左五）、方幹民（後排右二）、林風眠夫婦與女兒（前排左一至左三）、潘天壽（前排左四）

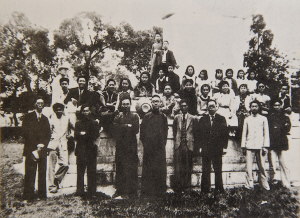
1944年於國立藝專與部分師生合影，左五為方幹民，左四為潘天壽

潘天寿幼喜习画，临《芥子园画谱》。1915年入浙江第一师范学校，得李叔同(弘一大師)、经亨颐诸师教益。1923年执教上海女子职业学校，求教吴昌硕，受器重。后入上海美术专科学校任抄写讲义职司，校长刘海粟识其才，聘任中国画、中国画史教席，遂潜心研究徐渭、朱耷、原济等大家名作。1926年参与创办上海新华艺术学院（后改新华艺术专科学校），任艺术教育系主任。1928年应聘任杭州国立艺术专科学校国画系主任。1929年赴日本考察美术教育。1932年与诸闻韵、吴茀之、张书旂、张振铎发起组织沪上「白社」画会。
抗日战争爆发后随校内迁，任合并后的国立艺专教务主任、代理校长。1944年国立艺专迁重庆后，任校长兼国画系主任。抗战胜利后随校迁回杭州。未几辞校长职，致力教育、创作，《指墨松鹰》、《读经僧》等作品均作于此时期。

### 中华人民共和国时期
中华人民共和国成立后，历任中央美术学院华东分院副院长、浙江美术学院院长、中国美术家协会副主席、美协浙江分会主席、全国文联委员、浙江省文联副主席、民盟浙江省委委员，当选第一、二、三届全国人民代表大会代表，受聘为苏联艺术科学院名誉院士，先后于京、沪、杭及香港等地举办画展。1964年回宁波故里，为南溪温泉作石兰画并题诗。
文化大革命时被关进牛棚，在浙江美院的“打潘战役”中被连续批斗。1969年初被押往宁海等地遊鬥，此后在重病中被押到工厂劳动，心力衰竭，卧床不起。1971年5月，有关方面对他宣读定案结论，指他是「反动学术权威」，与人民是敌我矛盾，愤慨的他大出血，没有得到及时治疗，几月后离世。
其被批斗时被满脸涂上墨汁，让他交代罪状，他说“我画画创新不好”。群众大叫“打倒反动学术权威潘天寿”，他说：“去掉‘反动’两字就可以！” 其去世前写下绝笔诗五绝：“莫嫌牢笼窄，心比天地宽。是非在罗织，自古有沉冤。”
盧炘著的《大筆淋漓：潘天壽傳》記載，那時「潘天壽、吳茀之、方幹民同關一室。方幹民被踢得全身烏青，實在忍受不住，服大量安眠藥自盡。幸虧發現得早，總算救活了。潘天壽和吳茀之也都全身浮腫，經常被打得鼻青臉腫。他們的房間經常更換，以後又日夜加鎖。」

## 艺术成就

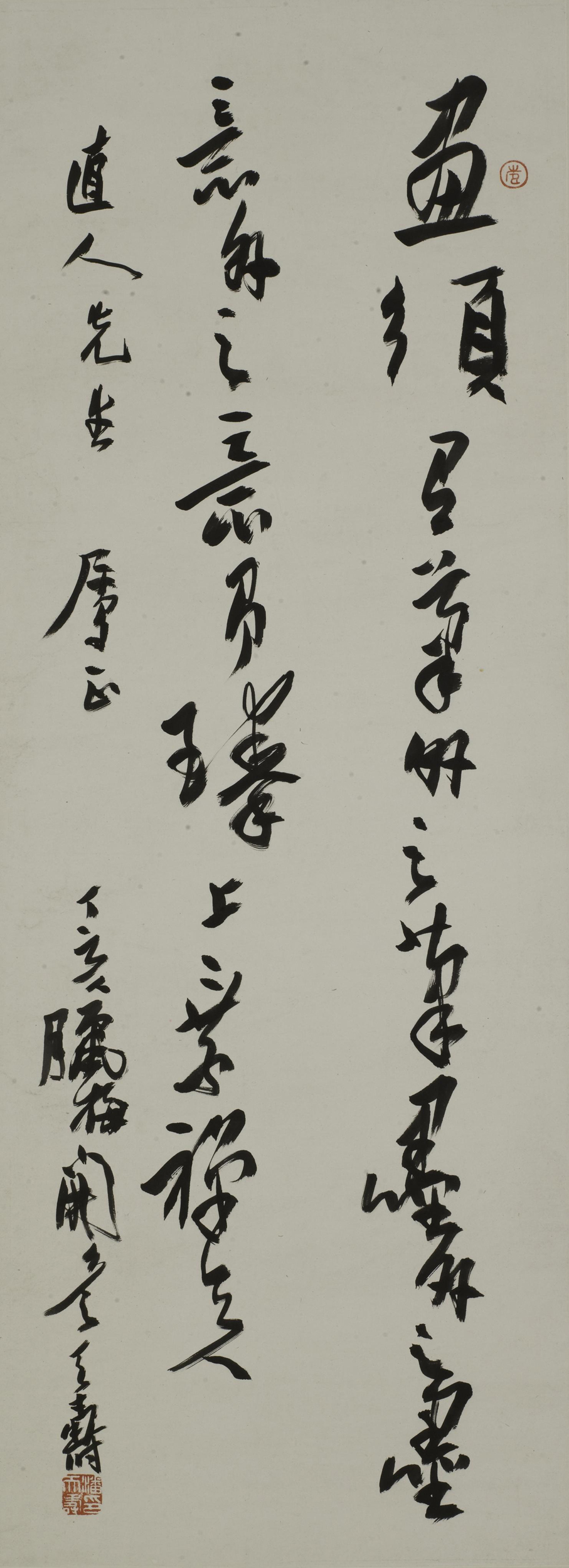
潘天寿 行书画论轴

潘天寿的中国画融诗词、书法、绘画、篆印为一体，笔墨雄浑，布局奇崛，意境高华，气势磅礴。其又擅指画，画风古拙厚重。有《潘天寿书画集》、《潘天寿美术文集》、《听天阁诗存》等行世。

## 拍卖纪录
2015年5月，《鹰石山花图》于中国嘉德春拍以（加佣金）2.7945亿元人民币成交。
2018年11月，1963年的指墨巨制《无限风光》在中国嘉德2018年秋拍中以（加佣金）2.875亿元人民币成交，再创潘天寿作品交易记录。
2019年11月，潘天寿巨幅画作《初晴》在中国嘉德北京秋拍中以（加佣金）逾2.05亿元人民币成交。

## 家庭
其父潘达柄为清末秀才。其子为画家潘公凯。

## 著作
- 《顾恺之》 潘天寿著 上海人民美术出版社, 1979
- 《潘天寿画辑》 人民美术出版社  1991
- 《听天阁画谈随笔》 潘天寿著 上海人民美术出版社, 1980
- 《潘天寿美术文集》 人民美术出版社 1983
- 《潘天寿论画笔录》 上海人民美术出版社 1984
- 《潘天寿谈艺录》 浙江人民美术出版社  1985
- 《潘天寿诗存》 浙江美术学院出版社 1991
- 《潘天寿行草二种》 浙江人民美术出版社 1991
- 《潘天寿画语》上海人民美术出版社  1994
- 《潘天寿书法集》 浙江人民美术 2001
- 《潘天寿菊石图卷》 西冷印社  2006
- 《潘天寿诗集注》 浙江古籍出版社 2009
- 《潘天寿论艺》 上海书画出版社 2010
- 《中国绘画史》 潘天寿著  上海商务印书馆, 1936

## 后世纪念

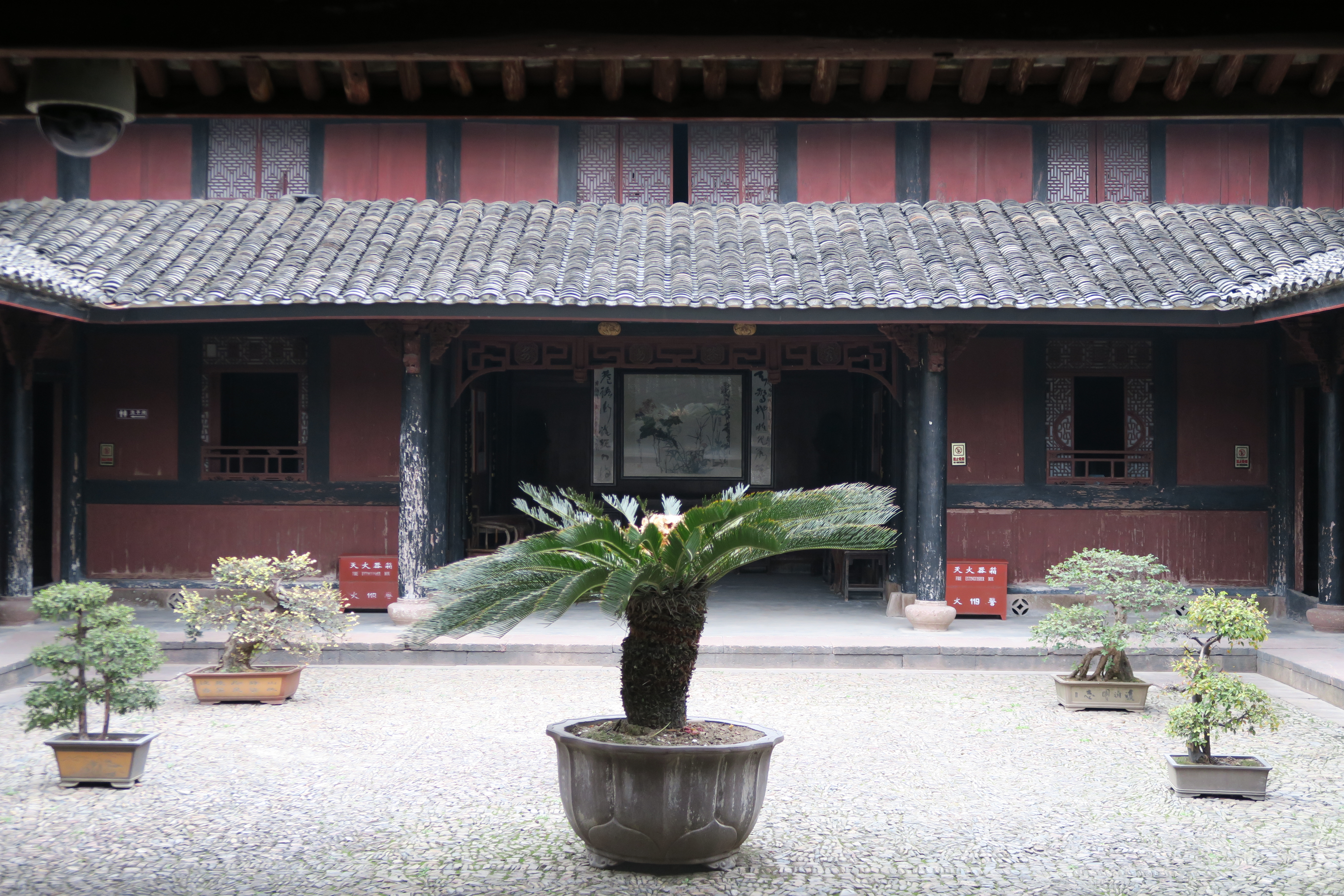
宁海的潘天寿故居

1977年，杭州建潘天寿纪念馆，宁海修复潘天寿故居。潘天寿纪念馆在西湖上城区南山路景云村1号，原为潘天寿在浙江杭州的故居。